# Velké Albrechtice (železniční zastávka)
Velké Albrechtice jsou železniční zastávka nacházející se v jihozápadní části obce Velké Albrechtice v okrese Nový Jičín. Zastávka leží v km 6,056  neelektrizované jednokolejné trati Studénka–Bílovec mezi stanicí Studénka a dopravnou Bílovec.

## Historie
Zastávka s tehdy německým názvem Groß Olbersdorf byla zprovozněna 1. října 1890, tedy současně s otevřením tratě na které leží. V době zahájení provozu se jednalo o jedinou mezilehlou zastávku na trati, další zastávka – Studénka město – vznikla až v roce 1994.
Pro označení zastávky se později začal používat český název Velké Albrechtice, výjimkou byla pouze léta 1938 až 1945, kdy bylo opět zavedeno německé označení Groß Olbersdorf.

## Popis zastávky

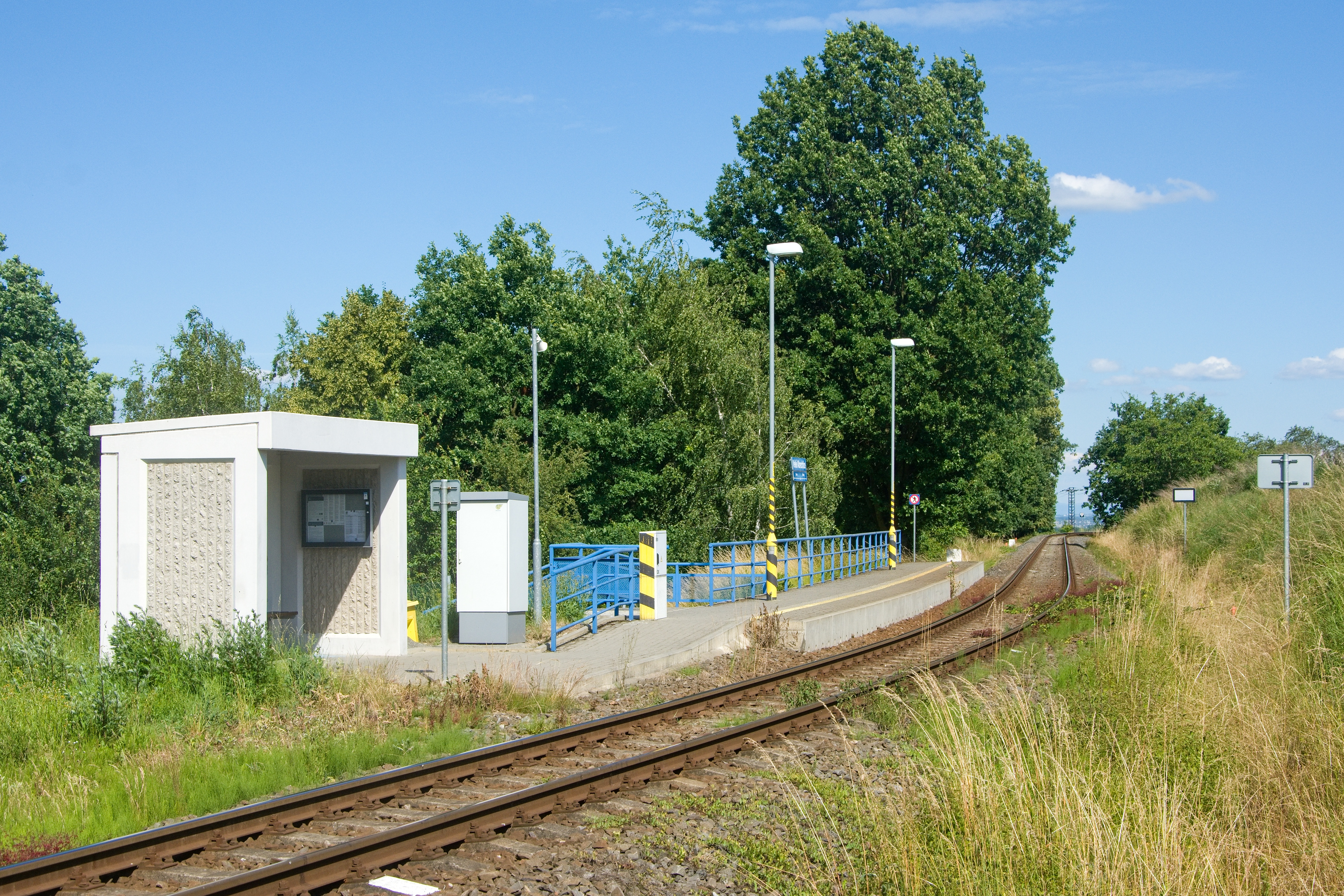
Celkový pohled na zastávku

V zastávce je u traťové koleje zřízeno vnější jednostranné betonové nástupiště o délce 39 m s pevnou nástupní hranou ve výšce 300 mm nad temenem kolejnice. Přístup k zastávce je z příjezdové komunikace, přístup je rovněž bezbariérový pomocí rampy.
Cestujícím je k dispozici přístřešek, o jízdách vlaků jsou informováni pomocí rozhlasu, který je ovládán dirigujícím dispečerem ze Suchdola nad Odrou.